# Seznam opatů benediktinského kláštera v Břevnově

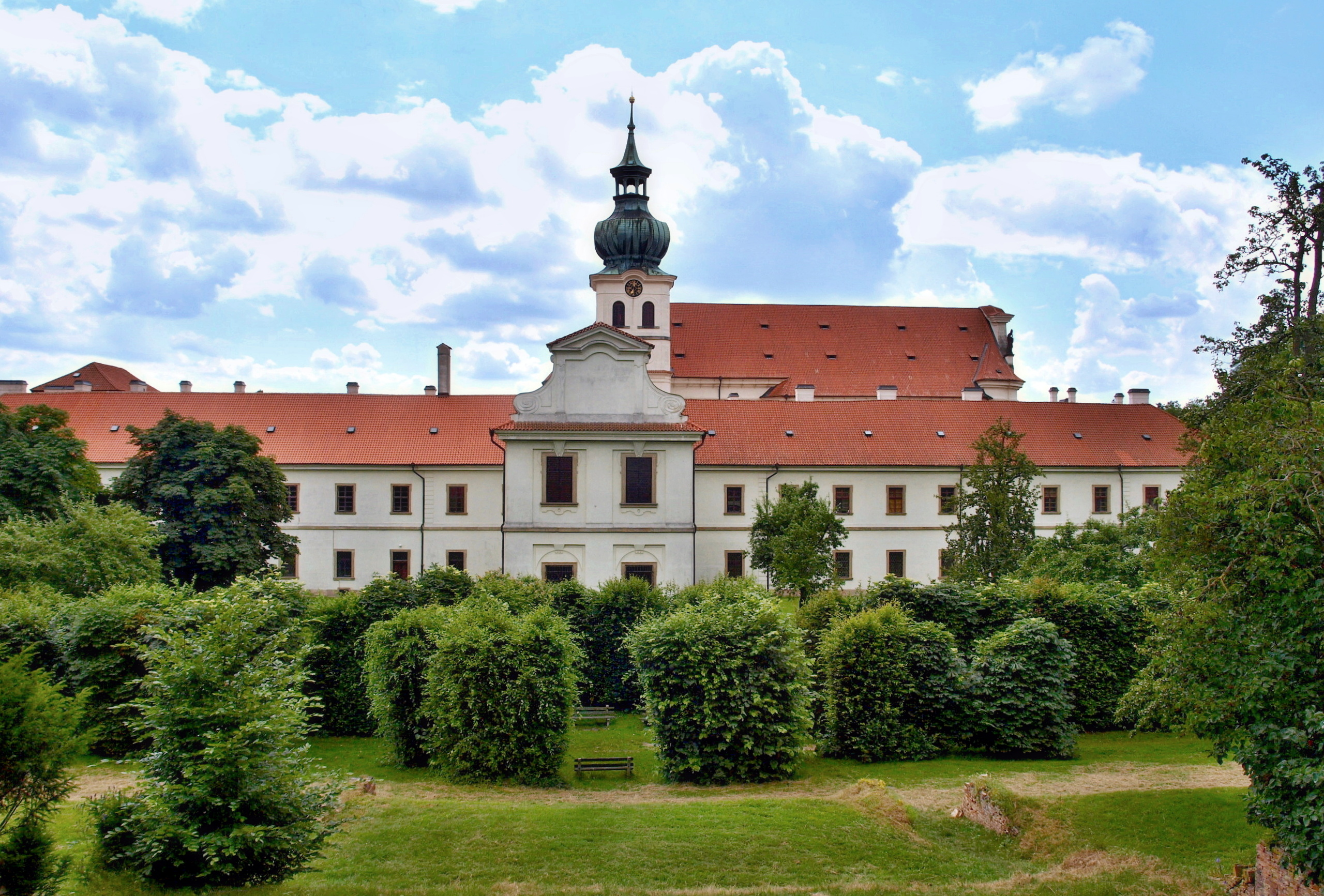
Břevnovský klášter

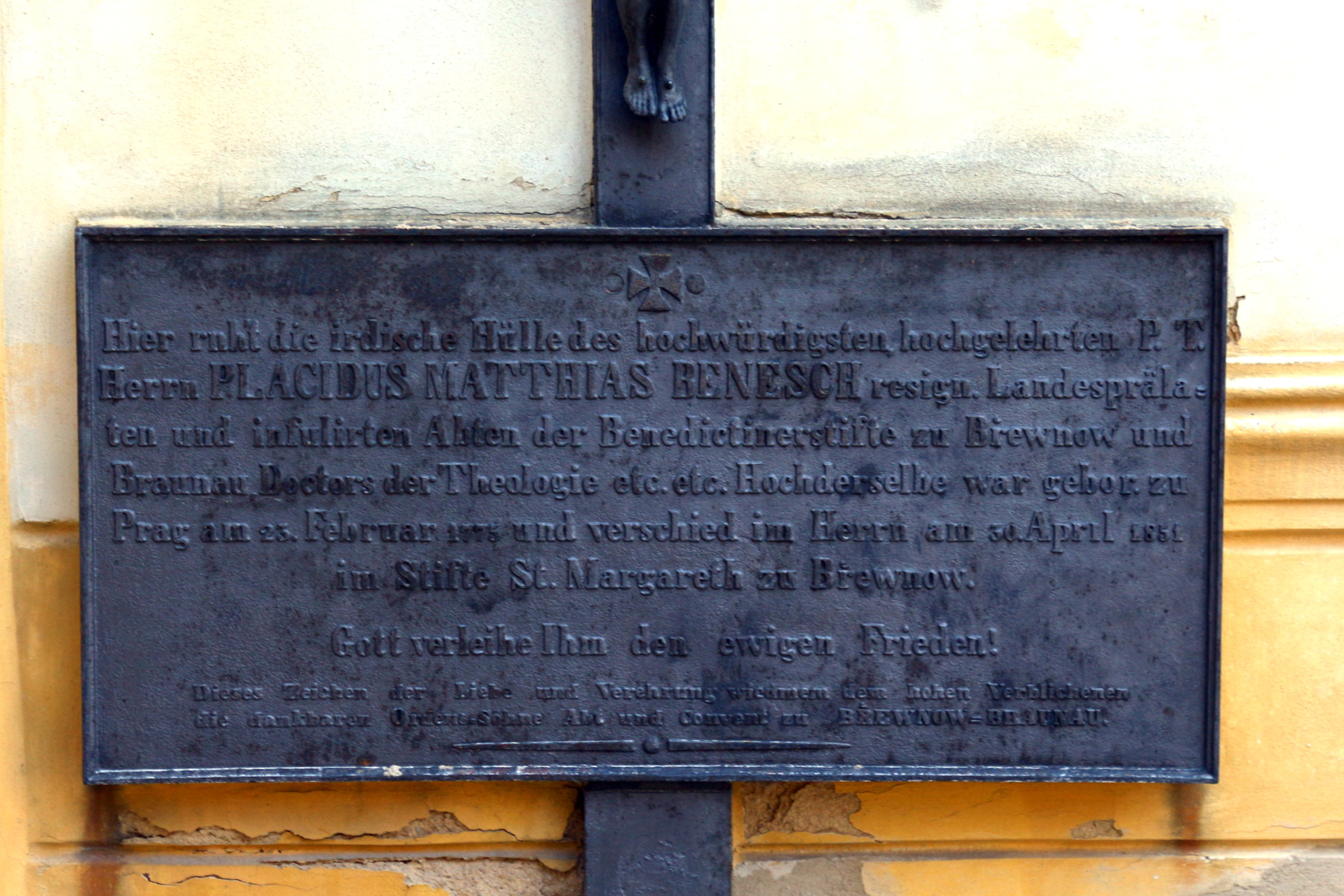
Náhrobník opata Placida M. Beneše u zdi kostela Panny Marie Vítězné na Bílé Hoře

Toto je seznam opatů benediktinského kláštera v Břevnově, v letech označovaní 1420–1738 jako opati břevnovsko-broumovští, neboť sídlili v klášteře v Broumově). V roce 1993 bylo opatství povýšeno na arciopatství. 

## Seznam břevnovských opatů
- 993–997	Anastasius I. (Astrik) (snad také Radla)
- 999–1007/1011 Jeroným
- 1007/1011–1023 Řehoř I.
- 1023–1035/1043 Arsenius
- 1035–1042? Miroslav (v posloupnosti opatů vynechán)
- 1035/1043–1088/1089 Meinhard
- 1089–1110	Vojtěch
- 1110–1127	Klement I.
- 1127–1129	Oldřich I.
- 1129–1167	Petr I.
- 1167–1169	Hartman
- 1169–1197	Jindřich, sesazen, † 1200
- 1197	Zdeno
- 1197–1217	Kuno
- 1217–1236	Dluhomil
- 1236–1238	Pavel I.
- 1238–1249	Klement II.
- 1249–1253	Vít
- 1253–1278	Martin I.
- 1278–1289/1290 Kristián
- 1289/1290–1332 Pavel II. Bavor z Nečtin
- 1332–1336	Theodorik
- 1336–1360	Předbor z Chroustoklat
- 1360–1366	Diviš I.
- 1366–1381	Oldřich II. z Ruzovic
- 1381–1385	Jindřich II. z Lochovic
- 1385–1409	Diviš II.
- 1409–1419	Seyfrid
- 1419–1426	Mikuláš z Jistebnice
- 1426–1449	Heřman
- 1449–1460	Jan I.
- 1460–1463	Havel
- 1463–1464	Řehoř II.
- 1464–1474	Petr II.
- 1474–1481	Jan II. Faust
- 1481–1483	Řehoř III.
- 1483–1499	Pavel III.
- 1499–1506	Klement III.
- 1506	Řehoř IV.
- 1506–1515	Vavřinec
- 1515–1537	Jakub I.
- 1537–1553	Matěj z Tachova
- 1553–1575	Jan III. Chotovský z Chotova
- 1575–1602	Martin II. Ratibořský z Pravdovic, zv. Korýtko (rezignoval)
- 1602–1619	Wolfgang Selender z Prošovic
- 1619–1621	sedisvakance
- 1621–1646	(Jan) Benno I. Falkus z Falkenbergu (předtím opat emauzský, převor rajhradský)
- 1646–1652	Alexius Hübner
- 1652–1663	Augustin Jeroným Seifert z Löwenthalu
- 1663–1700	Tomáš Sartorius
- 1700–1738	Otmar Daniel Zinke
- 1738–1751	Benno Löbl
- 1752–1772	Fridrich Grundtmann
- 1773–1785	Stephan Rautenstrauch
- 1786–1805    Jakub II. Chmel
- 1805–1818	Fortunát Böhm
- 1818–1844	Placidus Beneš
- 1844–1886	Jan Nepomuk Rotter
- 1886–1887	Rupert Smolík
- 1887–1922	Bruno Čtvrtečka
- 1922–1926	Vilém Rudolf
- 1926–1939	Dominik Prokop
- 1939–1947	sedisvakance
- 1947–1993	Jan Nepomuk Anastáz II. Opasek

## Seznam břevnovských arciopatů
- 1993–1999 Jan Nepomuk Anastáz II. Opasek, první břevnovský arciopat
- 1999 –        Petr Prokop Siostrzonek – (1999–2017 převor administrátor s právy a povinnostmi opata,[1] od 2017 arciopat[2])